# Peribatodes contrasta
Peribatodes contrasta là một loài bướm đêm trong họ Geometridae.